# لادلوو (کنتاکی)
لادلوو (به انگلیسی: Ludlow) شهری در ایالت کنتاکی کشور ایالات متحده آمریکا است که جمعیت آن در سرشماری سال ۲۰۱۰ میلادی، ۴٬۴۰۷ نفر بوده‌است.